# Чемпіонат Франції з тенісу 1911
Чемпіонат Франції з тенісу 1911 — 21-й розіграш Відкритого чемпіонату Франції. Чемпіоном серед чоловіків став Андре Гобер, а в парному розряді перемогли Макс Декюжі та Моріс Жермо. У жіночому одиночному розряді перемогла Жанна Матте, а в парному - Жанна Матте та Дейзі Сперанца. У міксті переможцями стали Маргарита Брокдіс та Андре Гобер.

## Дорослі

### Чоловіки, одиночний розряд
Андре Гобер переміг у фіналі  Моріса Жермо 6–1, 8–6, 7–5

### Жінки, одиночний розряд
Жанна Матте перемогла у фіналі  Маргариту Брокдіс 6–2, 7–5

### Чоловіки, парний розряд
Макс Декюжі /  Моріс Жермо перемогли у фіналі пару  Андре Гобер /  Вільям Лоренц 6-3, 6-4, 7-5

### Жінки, парний розряд
Жанна Матте /  Дейзі Сперанца перемогли у фіналі пару  Маргарита Брокдіс /  Жермен Реньє 5-7, 6-1, 6-0

### Змішаний парний розряд
Маргарита Брокдіс /  Андре Гобер перемогли у фіналі пару  М. Мені /  М. Мені 6-4, 6-3